# اشکوه
{{جعبه اطلاعات روستای ایران

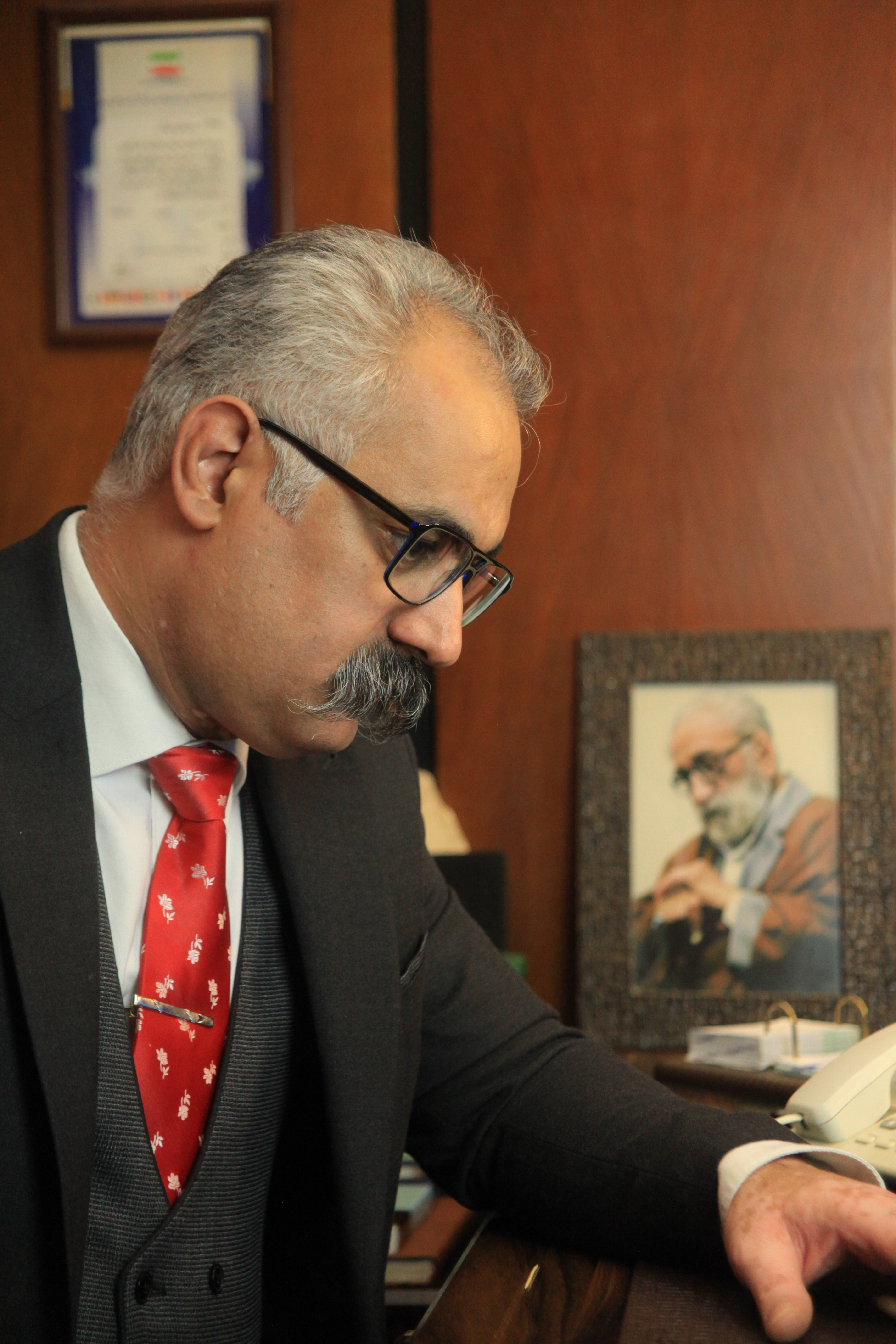

پیشینه= در حدود سال ۹۵۳ شمسی شخصی درویش مسلک به نام آقا اشکوه خان بزرگ که شغل وی زرگری نیز بود این روستا را بنا نهاد. وی حدود ۳۱ سال در این روستا حرفه زرگری را به دیگران نیز آموخت ، و از آن پس این حرفه یکی از پر طرفدار ترین مشاغل و منابع درآمد در شهر یزد شد.
آخرین باز مانده از آن خاندان در حال حاضر آقای رامین اشکوه می باشد که مانند جد بزرگوار خود در حرفه زرگری نیز مشغول به آموزش و فعالیت می باشد.
|نام‌رسمی=اشکوه
|روی‌نقشه=آری
|عرض‌جغرافیایی =۳۱٫۸۸۳۳۳۳
|طول‌جغرافیایی =۵۳٫۹۱۶۶۶۷
|تصویر=
|اندازه‌تصویر=
|برچسب‌تصویر=
|استان=یزد
|شهرستان=اشکذر
|بخش=خضرآباد
|دهستان=کذاب
|نام‌محلی=
|نام‌های‌دیگر=
|نام‌های‌قدیمی=
|سال‌بنیاد=
|جمعیت =۲۸ نفر(۱۳۹۵)
|رشدجمعیت=۶۵٪- (۵سال)
|تراکم‌جمعیت=
|مساحت=
|ارتفاع=
|میانگین‌دما=
|میانگین‌بارش‌سالانه=
|شمارروزهای‌یخبندان=
|ره‌آورد=
|کد آماری    =۲۵۰۳۰۸
|پیش‌شماره=
|وبگاه=
|جمله‌خوشامد=
|پانویس=
}}
اشکوه روستایی در دهستان کذاب بخش خضرآباد شهرستان اشکذر استان یزد ایران است.

## جمعیت
بر پایه سرشماری عمومی نفوس و مسکن در سال ۱۳۹۵ جمعیت این مکان ۲۸ نفر (۱۱خانوار) بوده‌است.